# Ежов, Илья Игоревич
Илья Игоревич Ежов (12 января 1987, Краснодар) — российский хоккеист, вратарь. Занимает пятое место по количеству побед среди всех вратарей в истории КХЛ (179) и третье место по сыгранным матчам (440).

## Карьера
Когда Ежову было семь лет, его семья переехала в Монреаль. После семи сухих матчей стал основным вратарем. В 2007 году перешёл в «Melfort Mustangs», SJHL. Добился лучшего коэффициента непробиваемости 2,01. В начале 2008 года перешёл в ХК ВМФ (ВХЛ). В начале сезона 2011/12 Ежов заключил контракт со СКА. Формально Ежов считался третьим вратарём команды, но за усердную работу стал сменщиком Якуба Штепанека. Получает шанс показать себя на высшем уровне, когда Штепанек получил травму шеи в матче против рижского «Динамо». В последующих проведенных 10 матчах показал коэффициент надежности 1,99. В СКА провёл три сезона, в разное время составляя «вратарский дуэт» с Якубом Штепанеком, Сергеем Бобровским и Александром Салаком. 2 мая 2016 года перешёл в «Ладу».

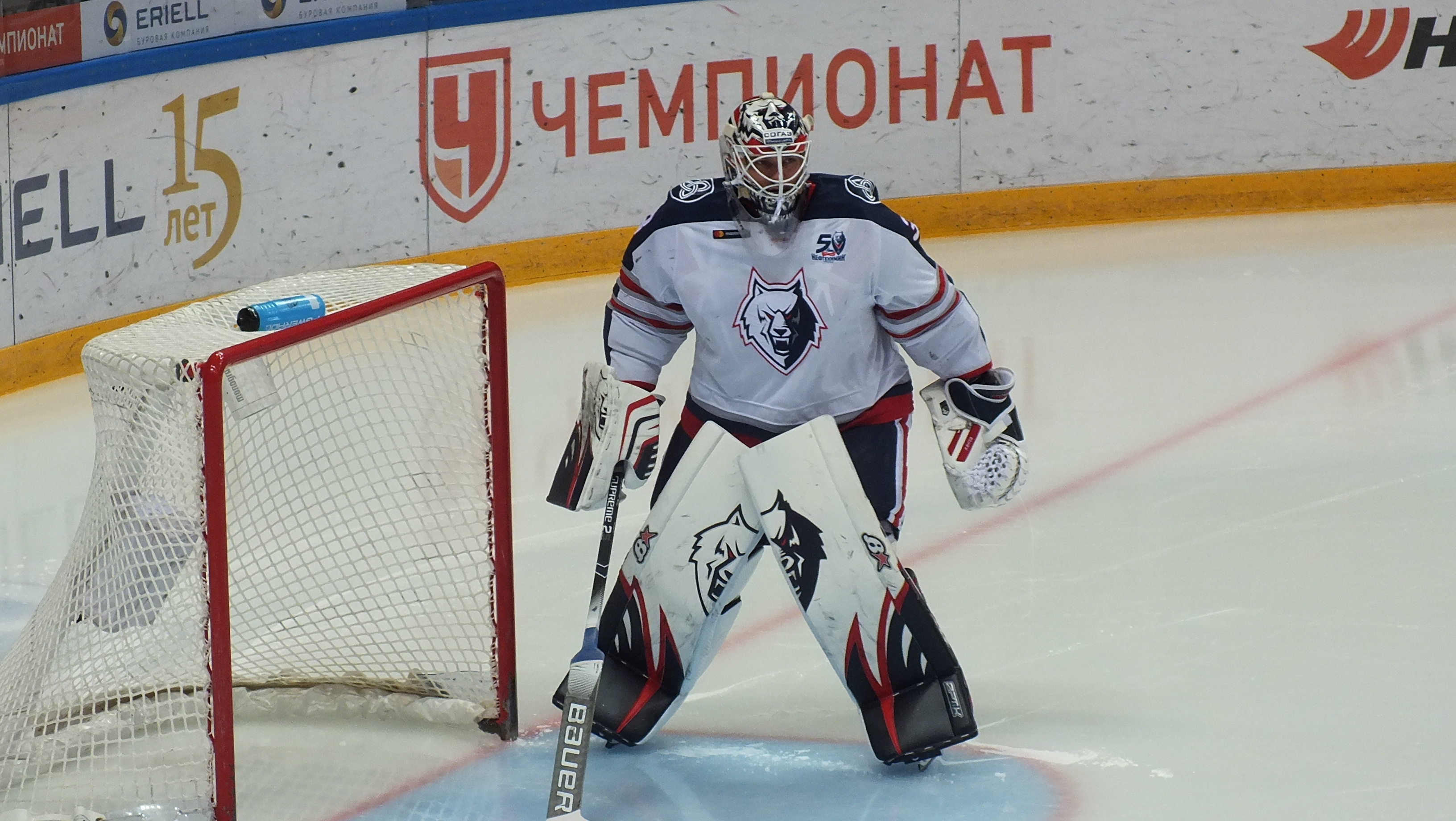
Илья Ежов в составе «Нефтехимика» в 2019 году

Провёл 1 матч за сборную России в Евротуре (Хоккейные игры Oddset 2012).
В сезоне КХЛ 2014—2015 взял Кубок Гагарина, дважды признавался вратарём недели в КХЛ.
5 мая 2022 года заключил однолетний контракт с клубом КХЛ «Салават Юлаев». 
Объявил о завершении игровой карьеры в 2024 году в возрасте 37 лет.

## Личная жизнь
Женат. Супругу зовут Эми. В ноябре 2015 года у пары родилась дочь, которую назвали Бриэль Элизабет. В июне 2017 родился сын Тайсон.

## Статистика выступлений
| Сезон             | Команда               | Лига  | Игр | КН   |
| ----------------- | --------------------- | ----- | --- | ---- |
| 2005-06           | St. John’s Fog Devils | QMJHL | 39  | 4.11 |
| 2006-07           | St. John’s Fog Devils | QMJHL | 52  | 4.15 |
| 2007-08           | Melfort Mustangs      | SJHL  | 44  | 2.01 |
| 2008-09           | ХК ВМФ                | ВХЛ   | 45  | 3.01 |
| 2009-10           | ХК ВМФ                | ВХЛ   | 28  | 2.19 |
| 2010-11           | ХК ВМФ                | ВХЛ   | 49  | 2.40 |
| 2011-12           | СКА                   | КХЛ   | 22  | 2.26 |
| Плей-офф КХЛ 2012 | СКА                   | КХЛ   | 3   | 2.16 |